# Spion (Bautechnik)

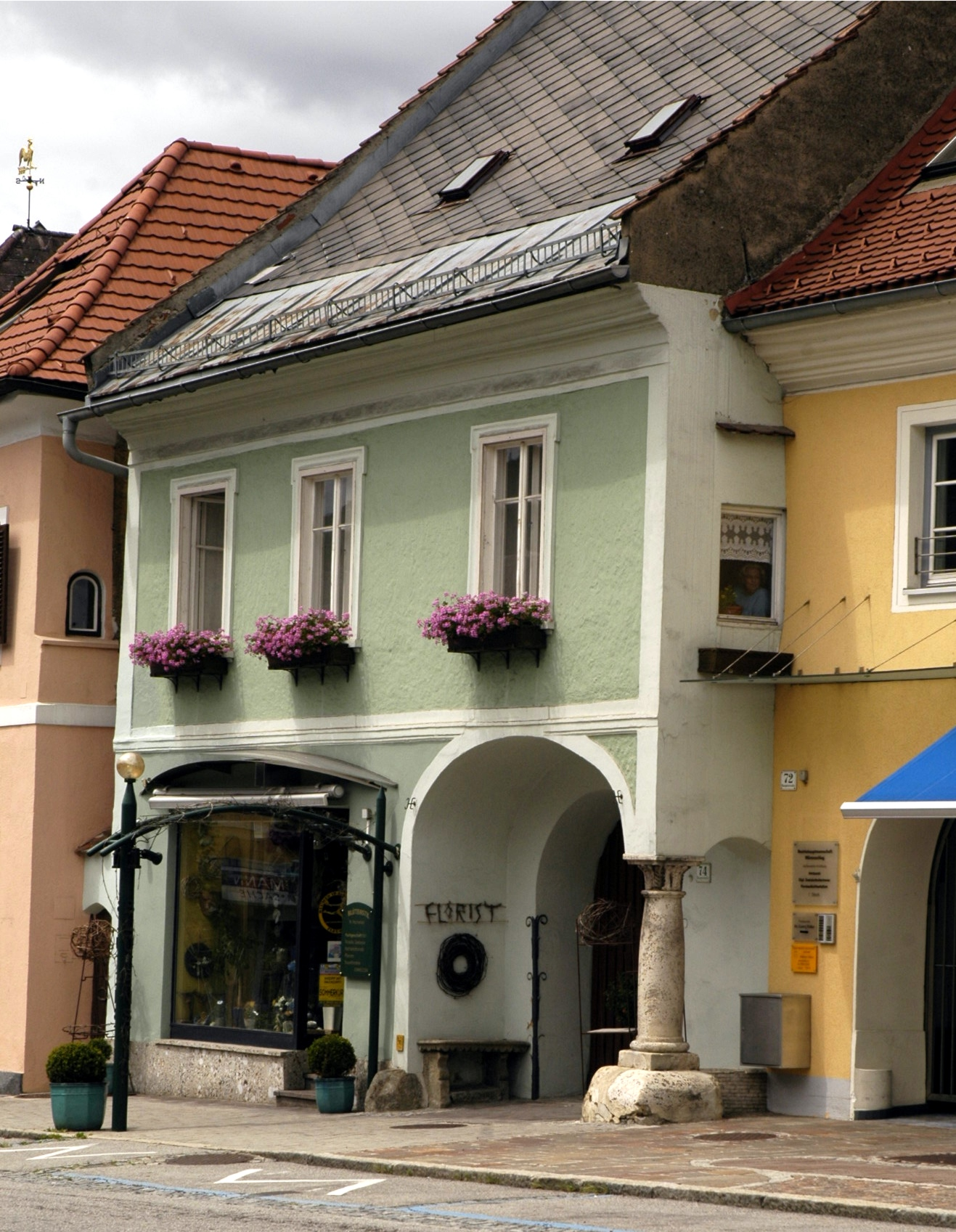
Spione für die Sicht auf die Straße an alten Häusern in Kindberg (einer am rosa Haus im ersten Stock und einer am grünen Haus); durch einen sieht jemand auf die Straße

Als Spion wird ein kleines Fenster in der Außenwand eines Gebäudes bezeichnet, das den Blick auf einen Eingangsbereich, eine Straße oder einen Platz ermöglicht. Der Spion befindet sich meist an einem Vorsprung wie einem Erker oder einer leicht vorstehenden Fassade rechtwinklig zur Fassadenrichtung. Die Laibungen sind deshalb oft schräg. Der Spion dient vornehmlich dazu, das öffentliche Geschehen auf der vorbeiführenden Straße, manchmal auch die eigene Haustür beobachten zu können.
Die Zugangshöhe auf der Gebäudeinnenseite ist daher in Augenhöhe einer stehenden oder sitzenden Person, andernfalls wäre es eine Oberlichte. Ein Spion ist wesentlich kleiner als ein normales Fenster.

Synonym werden auch die Wörter Guckfenster, Guckloch oder Fensterluke verwendet.

## Bildbeispiele mit Erläuterungen

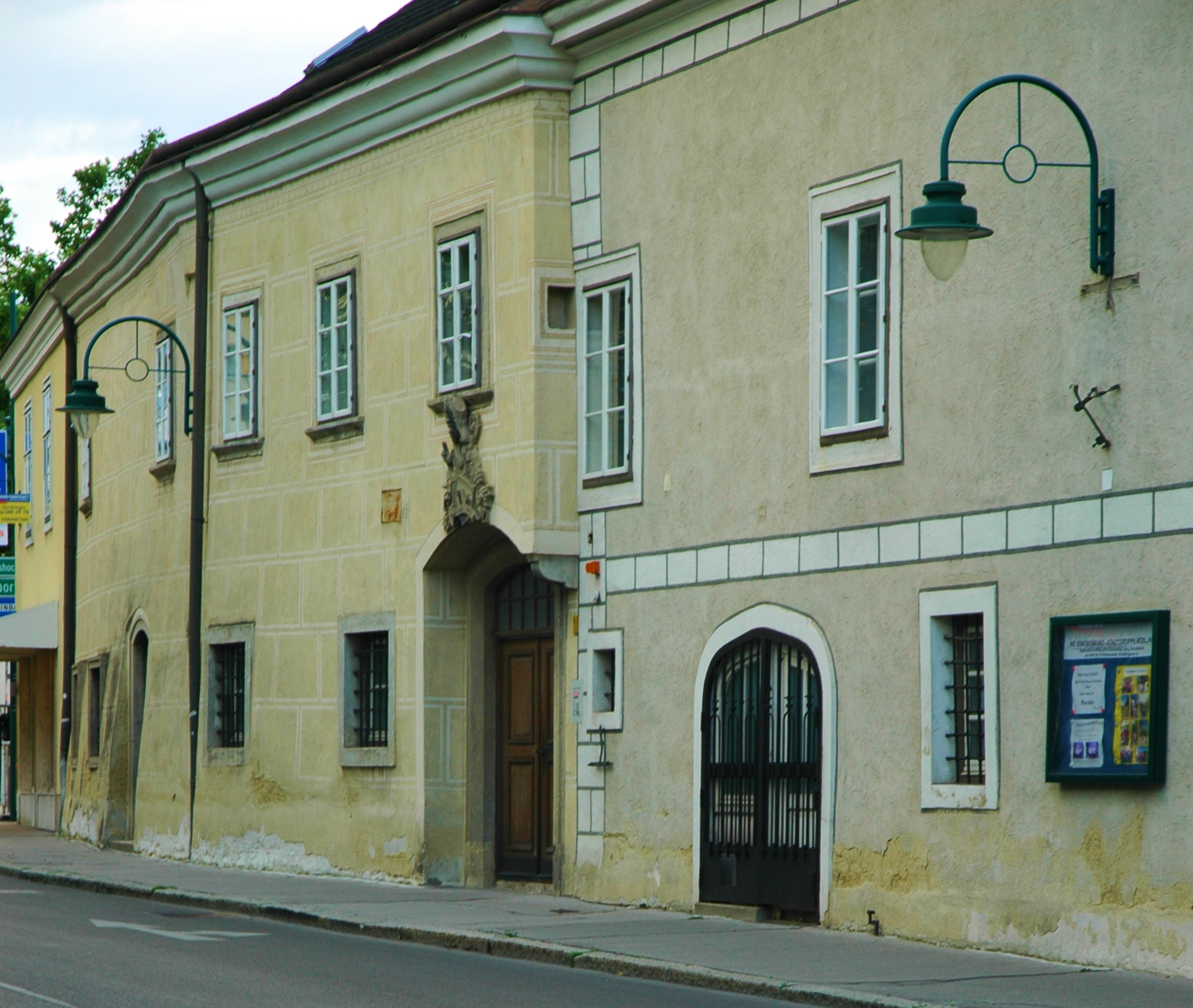
Mödlinger Haus auf der Enzersdorferstrasse mit Spion, im ersten Stock (Bildmitte), welcher zwischenzeitlich zugemauert wurde.
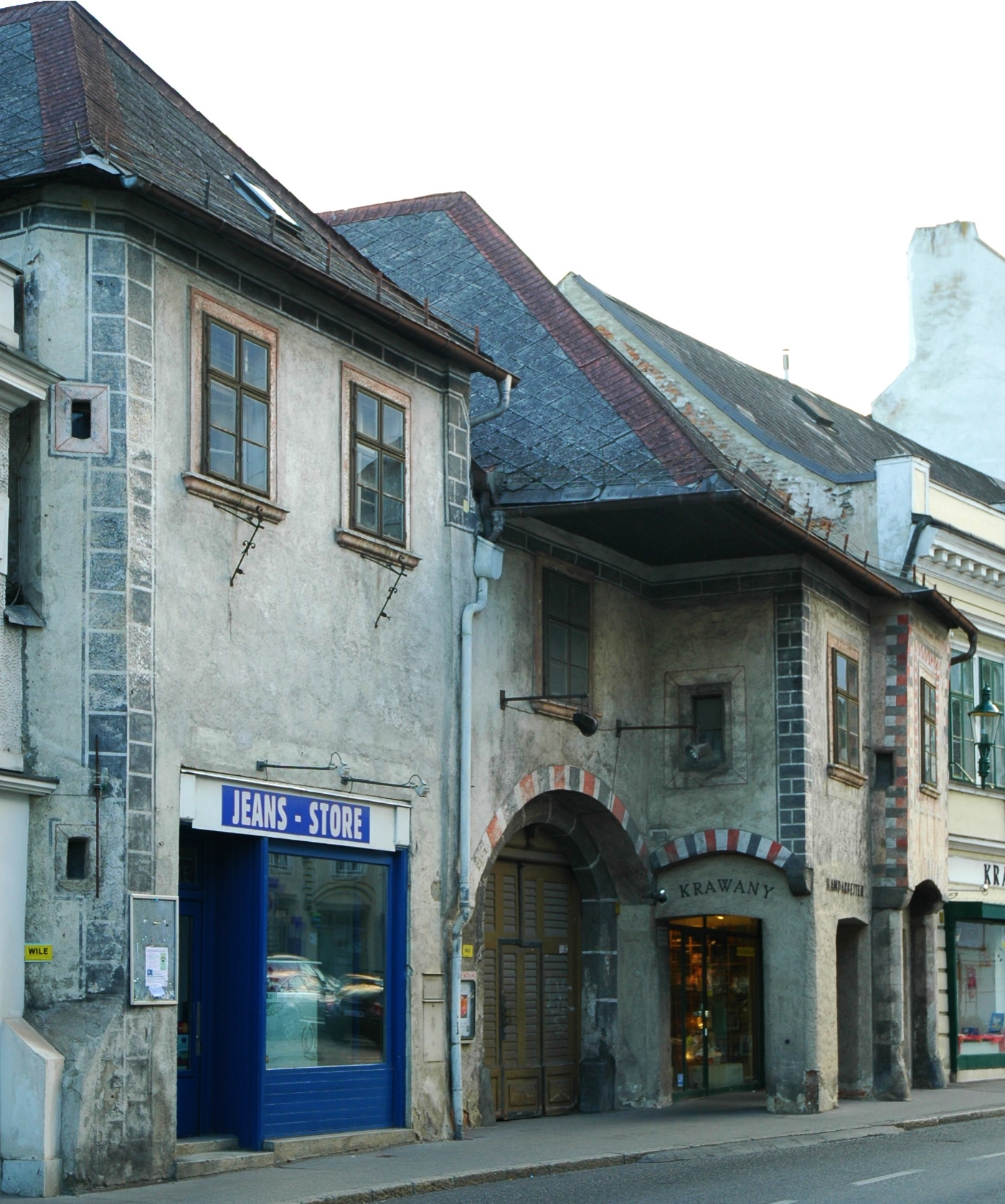
Mödlinger Haus auf der Hauptstraße mit drei Spionen, zwei am linken Bildrand in der Ecke des Hauses und einer am rechten Bildrand im Obergeschoss.
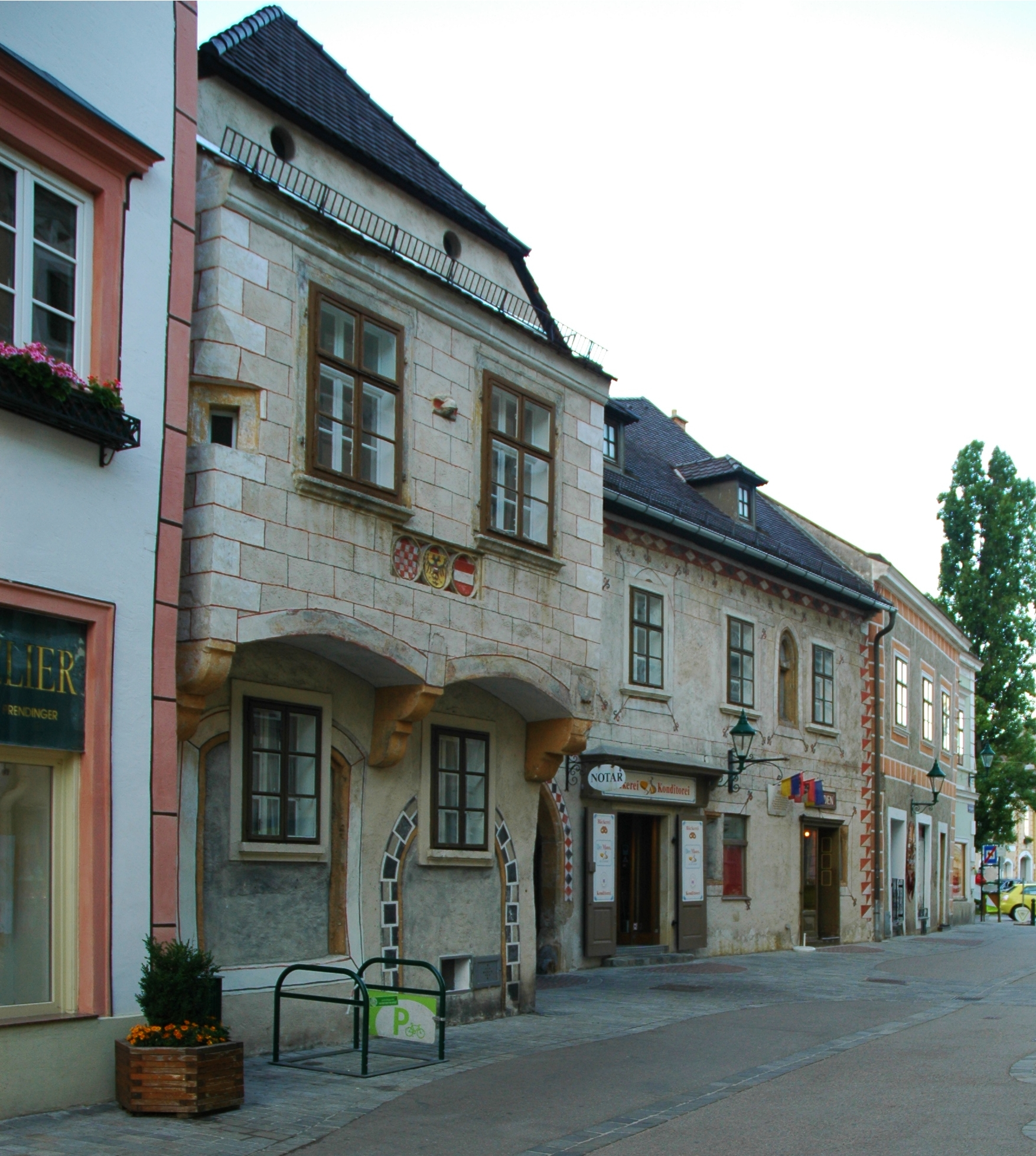
Mödlinger Haus mit Spion, dessen Durchblick auf den Hauptplatz mit dem alten Rathaus geht; im ersten Obergeschoss am linken Bildrand.
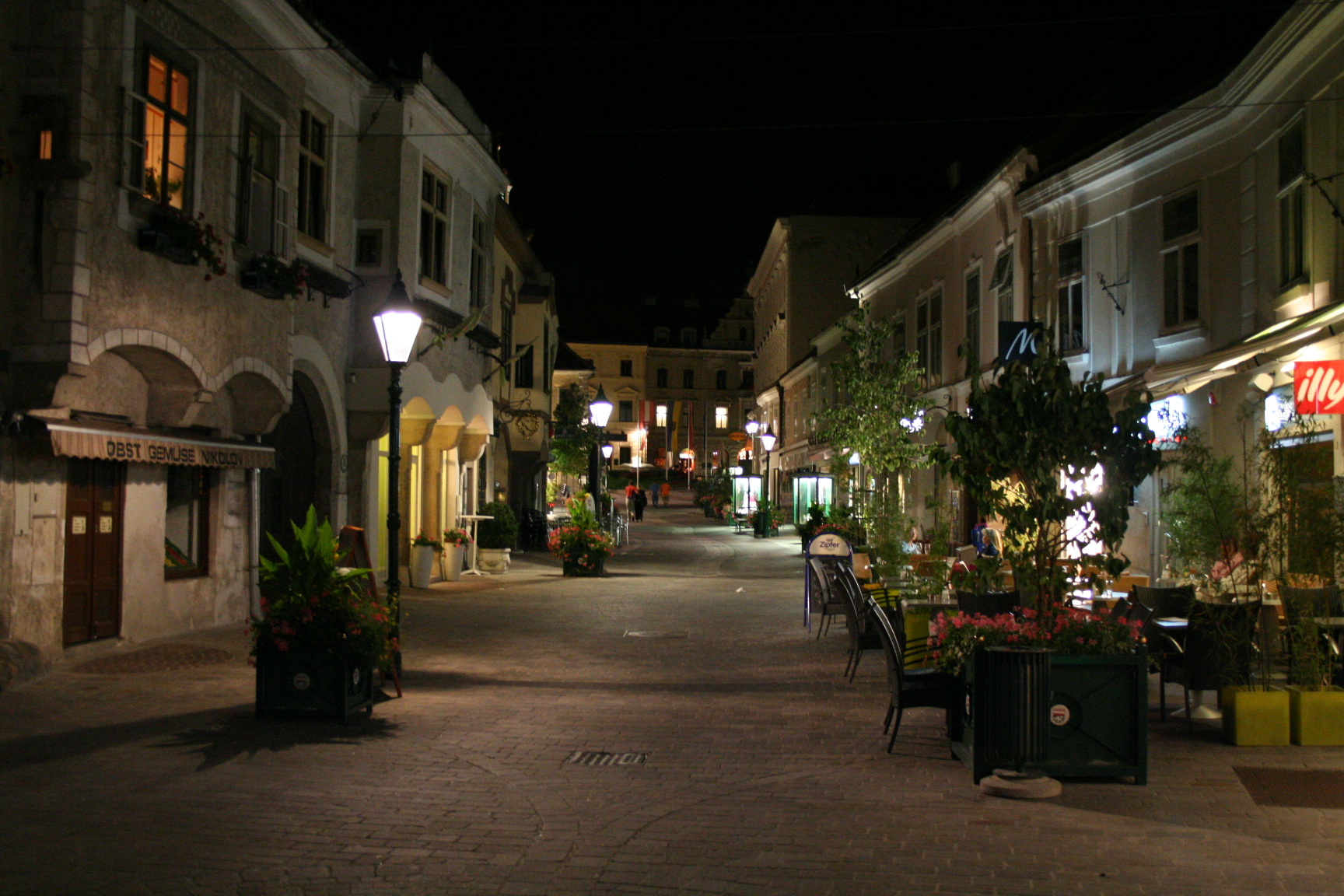
Zwei Mödlinger Häuser (links) mit Spion in der Kaiserin Elisabethstraße. Bei Einem scheint sogar die Innenbeleuchtung durch.
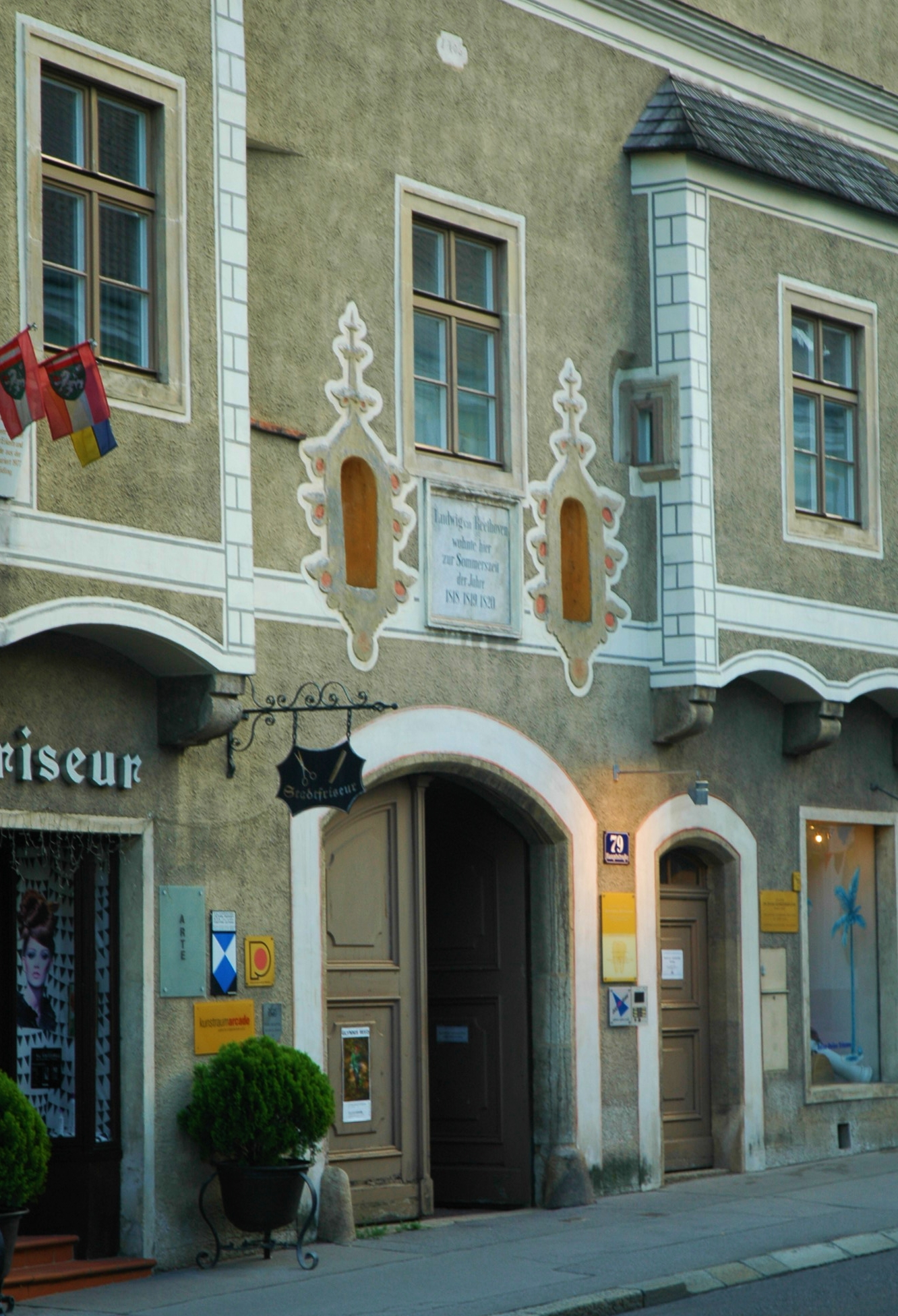
Mödlinger Haus mit Spion, in dem zur Sommerszeit Ludwig van Beethoven lebte. Der Spion befindet sich im ersten Stock, rechts von der Bildmitte.
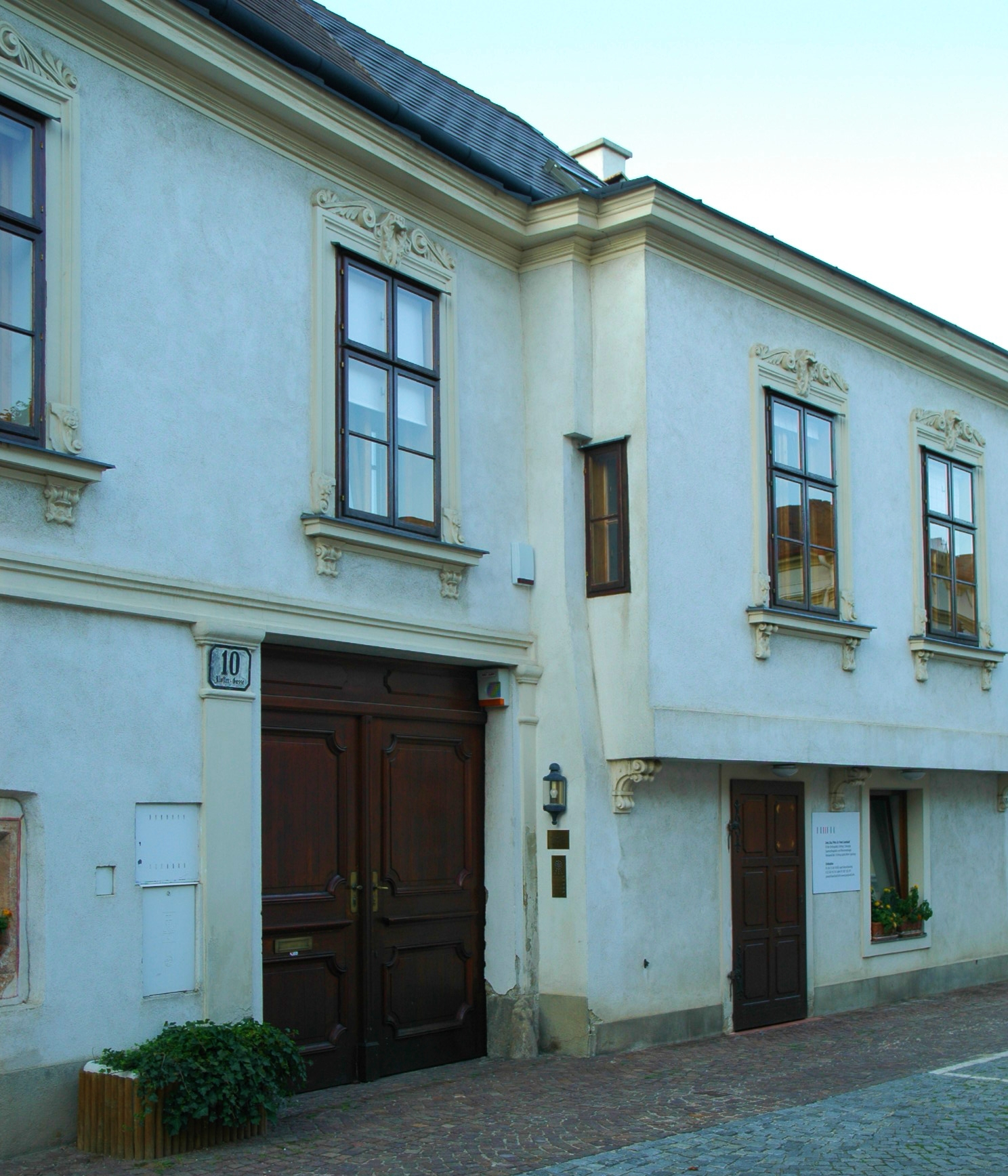
Mödlinger Haus mit Spion in der Klostergasse; das Fenster ist extrem schmal und in die Innenecke gedrückt und von innen nur einen Sichtschlitz
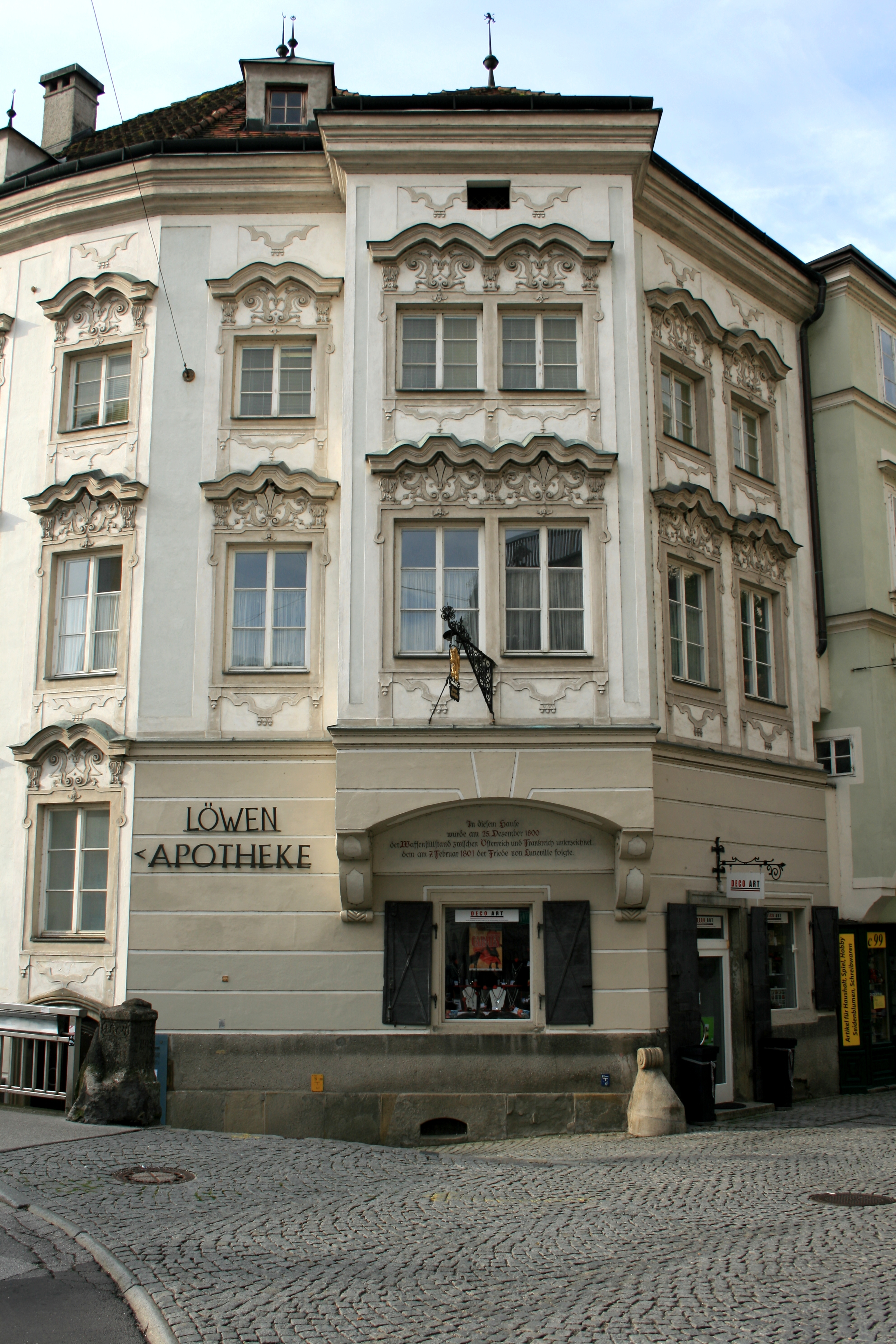
Haus in Steyr mit Spion am rechten Nachbarhaus.
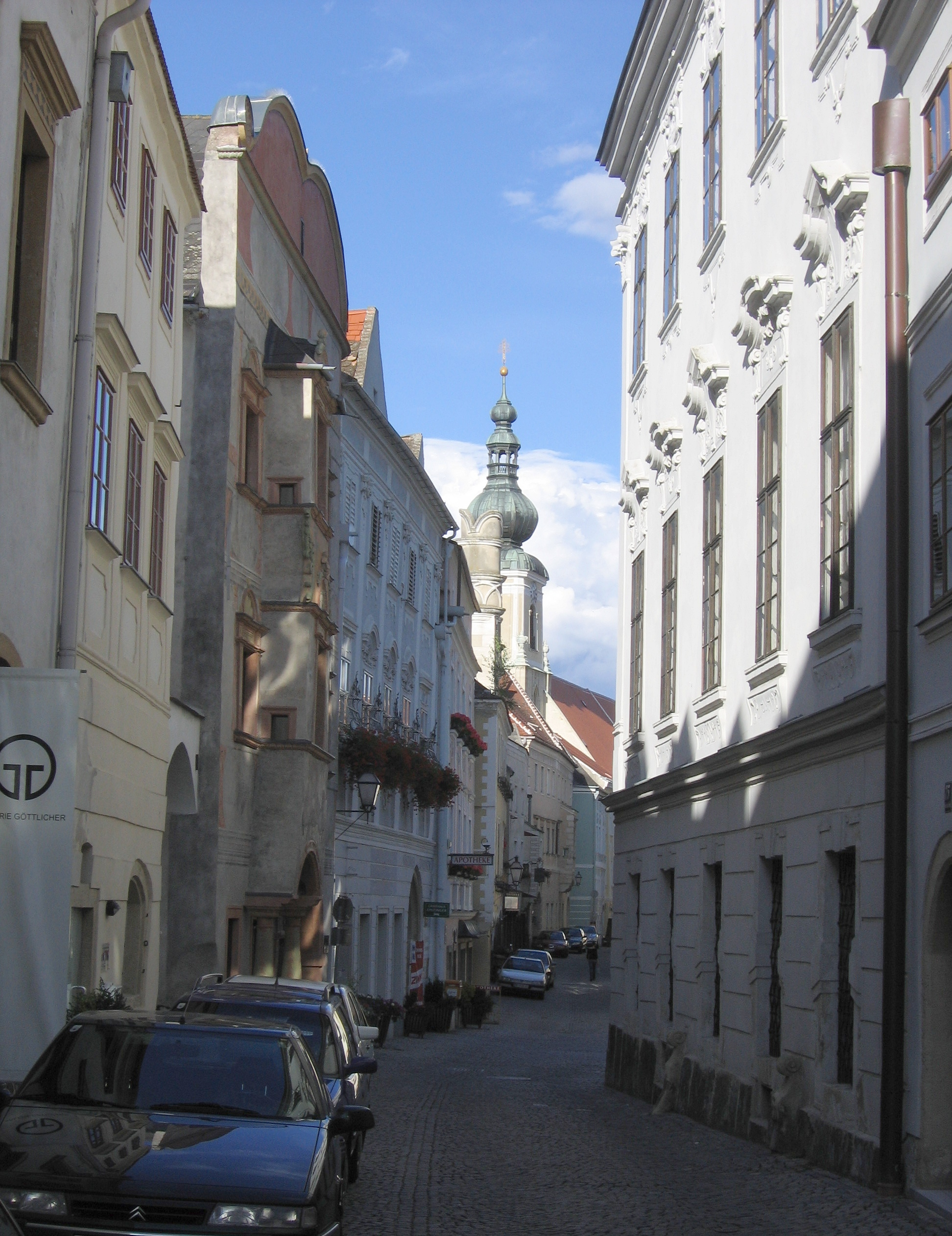
Gasse in Krems mit drei Spionen. Am dritten linken Haus im ersten und zweiten Stock, und am vorletzten linken Haus im ersten Stock sind die Spione ersichtlich.
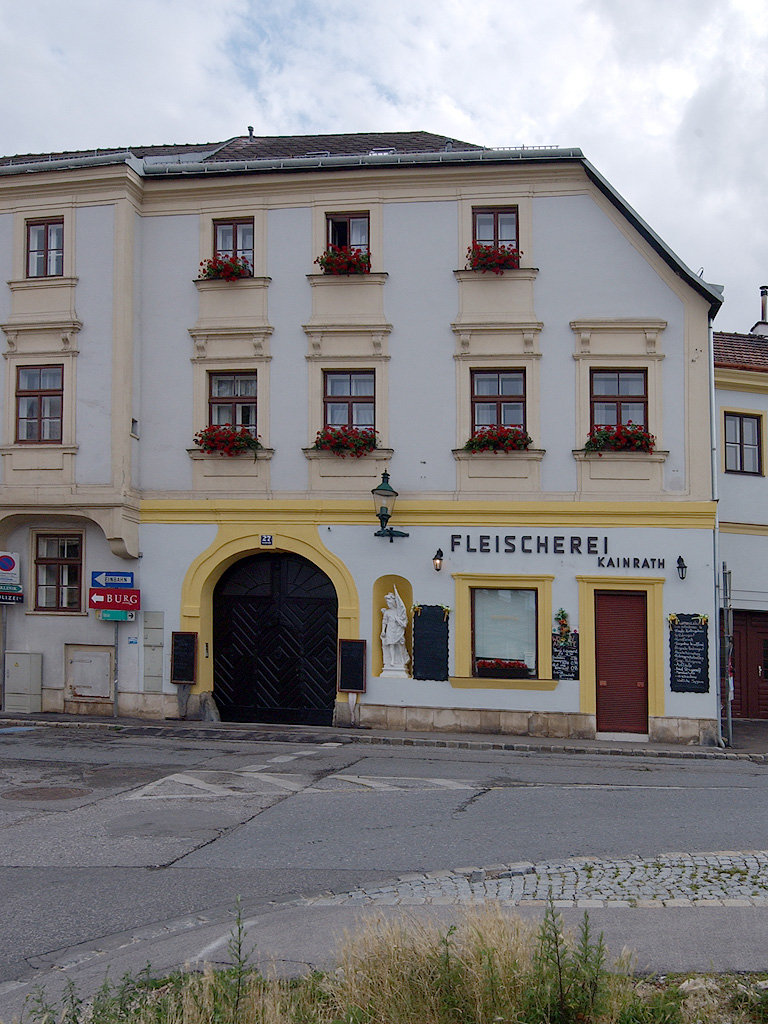
Perchtoldsdorfer Haus mit Spion in der Hochstraße no. 27; im Erker des ersten Stockwerks mit Blick auf das Tor und die Straße
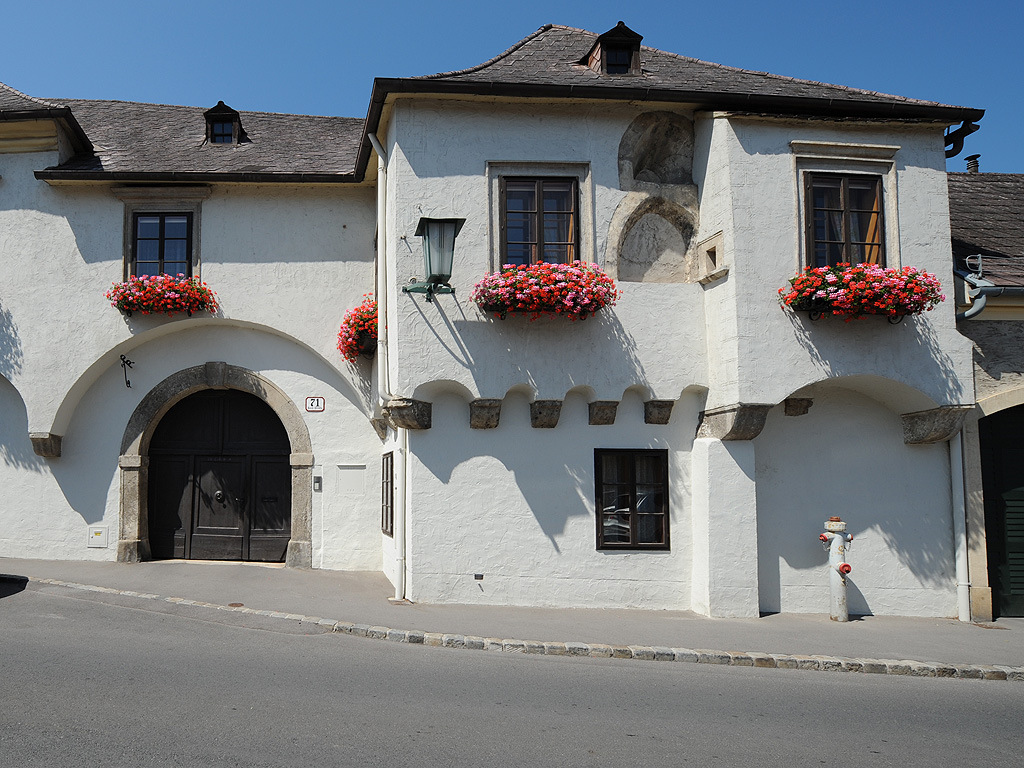
Perchtoldsdorfer Haus, ehemaliger Schieferhof in der Hochstraße 71; Spion im Erker des ersten Stockwerks mit Blick auf die Straße
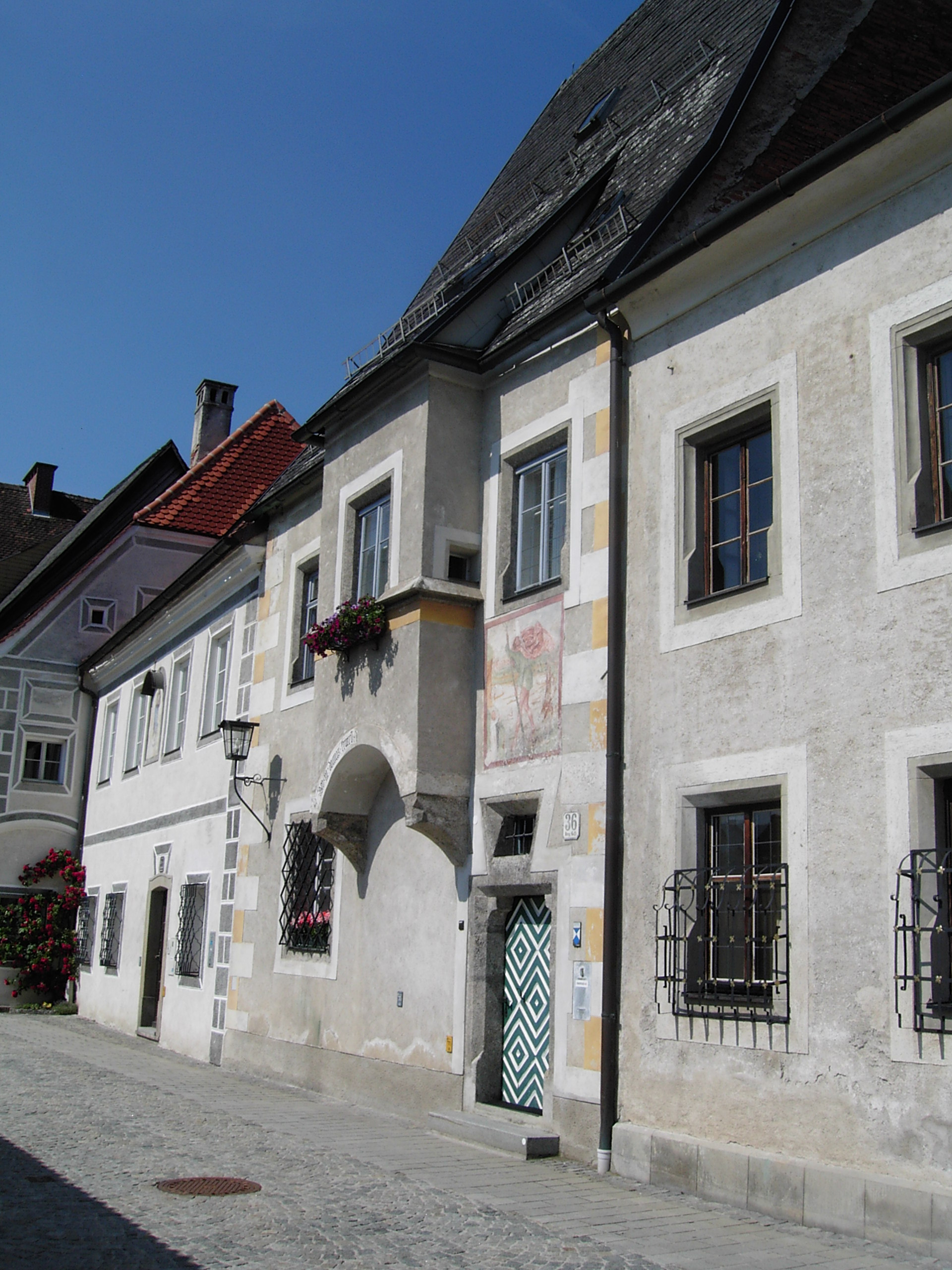
Steyrer Haus in der Berggasse 36; Spion im Erker des ersten Stockwerks mit Blick auf die Straße
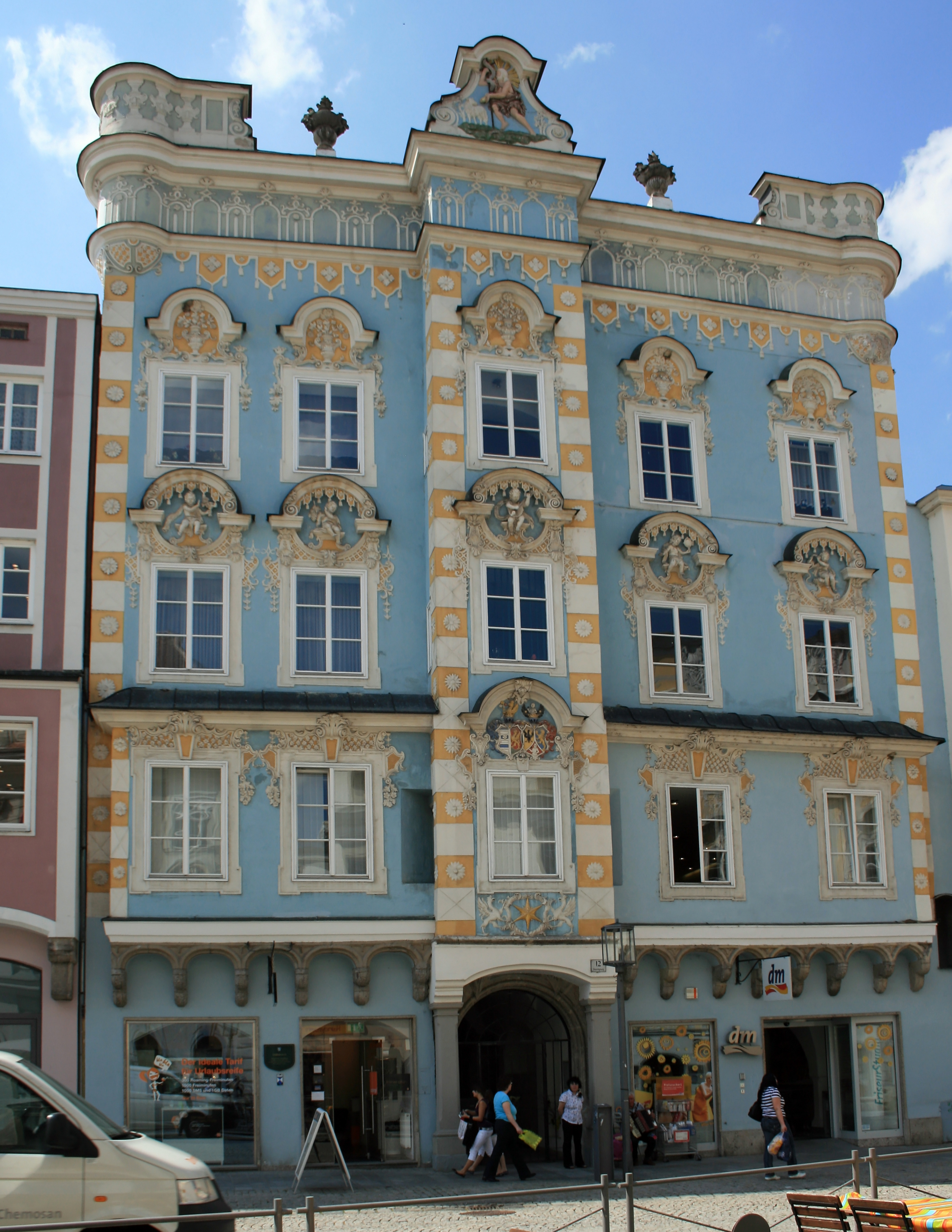
Das Sternhaus am Steyrer Stadtplatz 12 mit Spionen im Erker jedes Stockwerks mit Blick auf beide Platzseiten
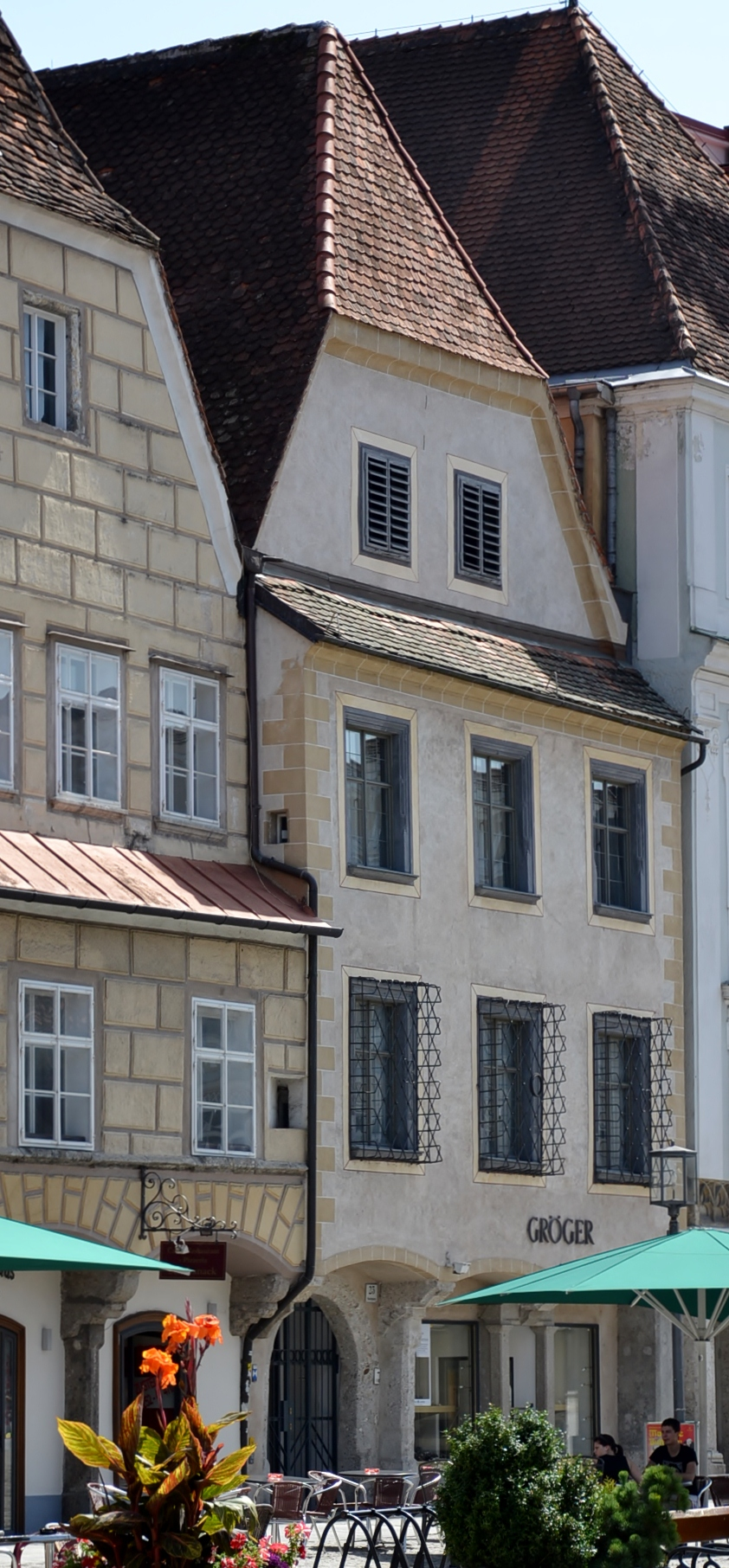
Um durch den Spion im ersten Stock blicken zu können wurde die Hausmauer des Nachbarhauses aufgebrochen. Ebenso ein Spion im zweiten Stock.
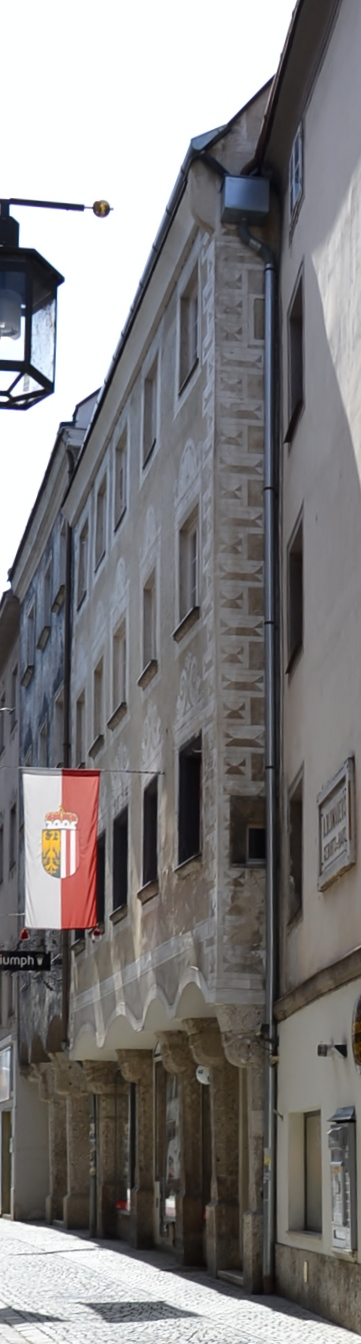
Spion im ersten Stock eines Steyrer Hauses, von dem man zur Steyr Brück in der Enge Gasse sieht.
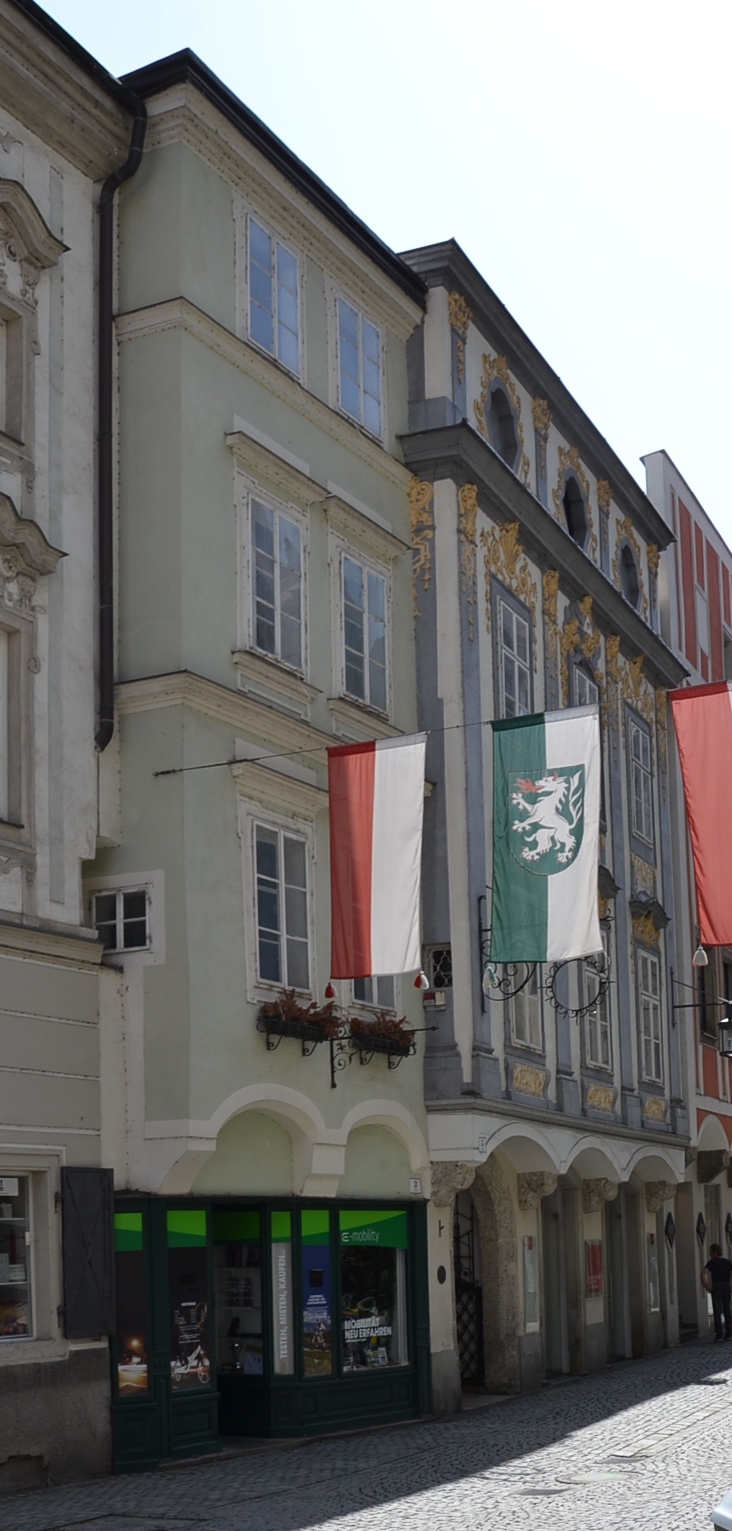
Spion im ersten Stock der beiden nebeneinanderliegenden Häuser in Steyr.

## Spione in Türen
Auch in Haustüren, die in einen allgemein zugänglichen Flur oder auf die Straße führen, werden Spione eingebaut. Hier handelt es sich um „Gucklöcher“, mit Glas verschlossen, die bei einem Durchmesser von ca. 2 cm eine Kontrolle des Bereiches außerhalb der Tür gestatten, ohne selbst gesehen zu werden. Oft werden diese Spione mit einem Weitwinkelobjektiv versehen. So kann der Beobachter einen größeren Bereich übersehen. Die Türen von Hafträumen in Justizvollzugsanstalten sind regelmäßig mit Spionen versehen.
Auch in den Türen von Räumen mit gefährlichen Gütern (Chemikalien, brennbares etc.) finden sich oft Spione. So kann der Raum überprüft werden, ohne die Tür zu öffnen, ohne im Falle eines Unfalles den Übertritt von Feuer oder des Rauminhaltes nach außen zu ermöglichen.